# Roger Houngbédji
Roger Houngbédji OP (Porto-Novo, Benin, 14 de maio de 1963) é um ministro beninense e arcebispo católico romano de Cotonou.
Roger Houngbédji entrou na ordem dominicana e recebeu o Sacramento da Ordem em 8 de dezembro de 1992.
Em 25 de junho de 2016, o Papa Francisco o nomeou Arcebispo de Cotonou. O arcebispo emérito de Dakar, Théodore-Adrien Sarr, o consagrou bispo em 24 de setembro do mesmo ano. Os co-consagradores foram o Núncio Apostólico em Benin, o Arcebispo Brian Udaigwe, e seu antecessor Antoine Ganyé.